# Purgatorio (Tangerine Dream)
Purgatorio is een studioalbum uit 2004 van Tangerine Dream. Het is het vervolg op Inferno. In vergelijking tot dat album zijn er langere instrumentale stukken, maar het merendeel van de titels bevat zang. De eerste persing van het album (of beter druk van de platenhoes) bevatte geen barcode. Het album werd opgenomen in de Eastgate Studios te Berlijn en Wenen onder leiding van geluidstechnicus Thorsten Quaeschning, zelf later lid van de band. Basis voor het album is De goddelijke komedie van Dante Alighieri.

## Musici
- Edgar Froese en Jerome Froese – synthesizers, elektronica
- Iris Camaa – percussie, elektronica, alt

Met
- Jayney Klimek – alt
- Barbara Kindermann – sopraan
- Tatjana Kouchev – alt
- Saskia Klumpp – alt
- Bianca Acquaye – alt, spreekstem (tevens hoesontewerp)

## Muziek
| Nr. | Titel                     | Duur  |
| --- | ------------------------- | ----- |
| 1.  | Above the dry land        | 6:19  |
| 2.  | Chasing the bad seed      | 8:48  |
| 3.  | Slave to the Gods         | 6;31  |
| 4.  | Hope and glory            | 6:44  |
| 5.  | Sun son’s seal (part one) | 8;21  |
| 6.  | Beyond all suns           | 6:34  |
| 7.  | Sissyphus                 | 4:37  |
| 8.  | All the steps to heaven   | 13:12 |
| 9.  | Mountain of destiny       | 10:51 |

| Nr. | Titel                         | Duur |
| --- | ----------------------------- | ---- |
| 1.  | The glowing zodiac wheel      | 6:08 |
| 2.  | Modern cave men               | 5:02 |
| 3.  | Death of Medusa               | 7:23 |
| 4.  | Blinded by the world’s desire | 6:22 |
| 5.  | Sun son’s seal (part two)     | 8:27 |
| 6.  | Soulgate                      | 7:59 |
| 7.  | Till the end of silence       | 5;17 |
| 8.  | Prison and paradise           | 5:39 |
| 9.  | Spirit spiral                 | 7:33 |